# Dave Boomkens
Dave Boomkens (30 april 1990) is een Nederlandse schrijver en journalist woonachtig te Rotterdam. In het voorjaar van 2015 verscheen Het Grote Songfestivalboek, een ruim 300 pagina's tellend boek, dat hij samen met journalist Richard van de Crommert schreef. Zijn tweede boek verscheen op 30 oktober 2017 bij uitgeverij Luitingh-Sijthoff. Dit betreft een biografie over het leven van zangeres Liesbeth List. Het boek baarde vooral opzien vanwege de medewerking van schrijver Cees Nooteboom, met wie List van 1964 tot 1979 een relatie had. Nooit eerder wilde Nooteboom praten over de betreffende periode. Het derde boek van Boomkens staat gepland voor het voorjaar van 2019. Het draagt als titel Een leven lang geleden en doet het aangrijpende levensverhaal van zangeres Getty Kaspers uit de doeken. In 1975 werd Kaspers wereldberoemd toen zij, als leadzangeres van de Enschedese band Teach-In, het Eurovisie Songfestival won. In het boek vertelt Kaspers dat haar leven niet altijd een sprookje is geweest. Vlak na haar geboorte werd ze afgestaan door haar biologische moeder, die haar na zestien jaar weer terugeist. En ook na de hit Dinge-dong verloopt haar leven vol ups en downs.
Samen met schrijvers Edward van de Vendel en Ellen Deckwitz richtte hij de website Eurostory.nl op, waarin hij verslag doet van de politieke, journalistieke en culturele achtergronden van het Songfestival.
- Gemeinsame Normdatei: 1082230065
- International Standard Name Identifier: 0000 0004 5259 1826
- Library of Congress Control Number: no2018080220
- Nederlandse Thesaurus van Auteursnamen: 39205809X
- Virtual International Authority File: 317177647
- WorldCat: E39PBJfX3wdPgQxbMxkDDdChHC